# Amazona arausiaca
La amazona gorgirroja (Amazona arausiaca) es una rara especie de ave caribeña de la familia de los loros (Psittacidae) endémica de la isla de Dominica.